# Doddankanahalli, Maddur
Doddankanahalli là một làng thuộc tehsil Maddur, huyện Mandya, bang Karnataka, Ấn Độ.